# Maurice Vincent (homme politique, 1886-1961)
Pour les articles homonymes, voir Maurice Vincent et Vincent.
Maurice, Paul Vincent est un homme politique français né le 26 mars 1886 à Lille (Nord) et décédé le 28 mai 1961 à Lille (Nord).

## Biographie
Fils d'un employé de la Compagnie des chemins de fer du Nord à Lille mais originaire de Dunkerque, après des études au Lycée Faidherbe il entreprend des études dentaires qui le mèneront à une chaire de l'école dentaire de la Faculté de Médecine de Lille. 
Le 9 décembre 1913 à Bergues (Nord), il épouse Jeanne Claeys la petite fille de Léon Claeys conseiller général du Nord et ancien Sénateur-maire de Bergues.
Pendant la guerre de 1914-1918, il fut grièvement blessé, et reçut la croix de guerre française, la croix de guerre belge et la Légion d'honneur. Aussi, la paix retrouvée fut-il tout naturellement appelé à la présidence de l'Association des mutilés et réformés de Dunkerque, au Comité départemental des mutilés, enfin à la vice-présidence de la Fédération des associations de mutilés de veuves de guerre.
Ce sont ses amis dunkerquois qui le poussent, malgré ses hésitations à se présenter à l'élection partielle destinée à donner un successeur à Félix Coquelle, député de la 1re circonscription de Dunkerque et maire de Rosendaël, qui vient de mourir.
Il est élu au deuxième tour député du Nord face au maire de Dunkerque Charles Valentin  de 1928 à 1936, inscrit au groupe des Républicains de gauche.
En juillet 1935, il est président fondateur de la Confédération nationale des syndicats dentaires, organisation syndicale représentant des chirurgiens dentistes.
En 1936, il est battu par le maire de Dunkerque Charles Valentin et retrouve alors son cabinet dentaire. Il est proche de Jacques Duclos.
Après l'armistice de 1940, il est nommé Sous-Préfet d'Avallon jusqu'au 3 février 1944 date à laquelle il est nommé Préfet du Tarn-et-Garonne jusqu'au 19 août suivant.
Il est le secrétaire général de la Confédération nationale des syndicats dentaires de 1946 à 1958.
Il décède à Lille le 28 mai 1961 et inhumé au cimetière de Montréal (Yonne).

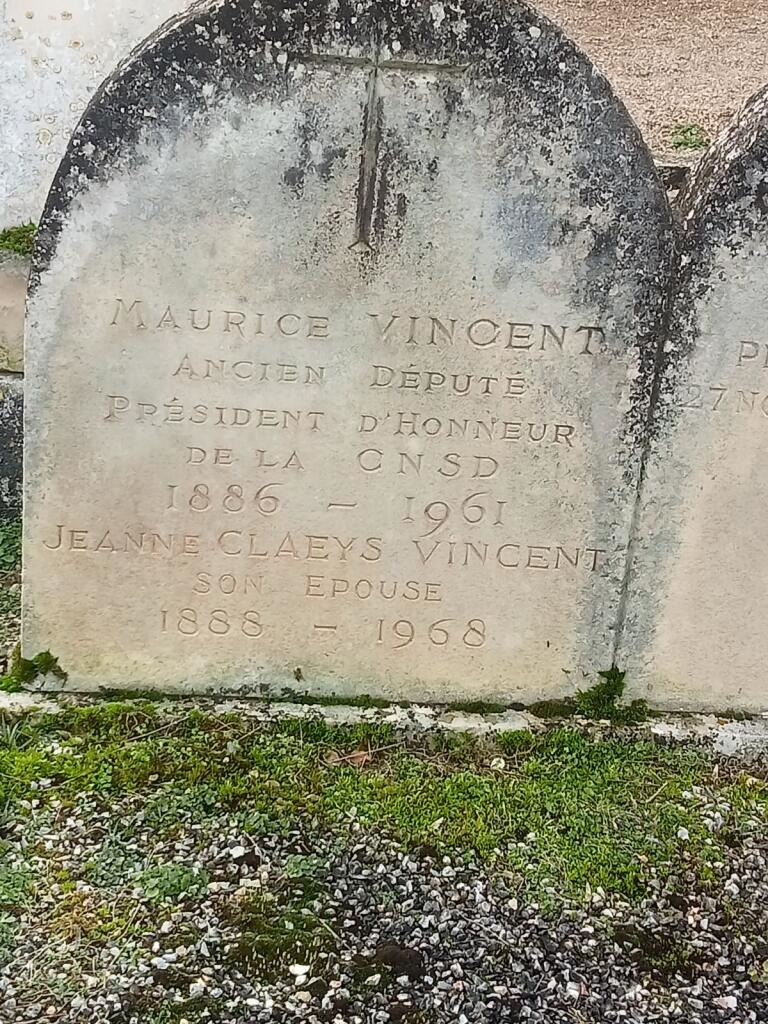
Tombe de Maurice Vincent au cimetière de Montréal.

## Hommage
- Une rue de Malo-les-Bains porte son nom depuis le 17 mai 1925[8].

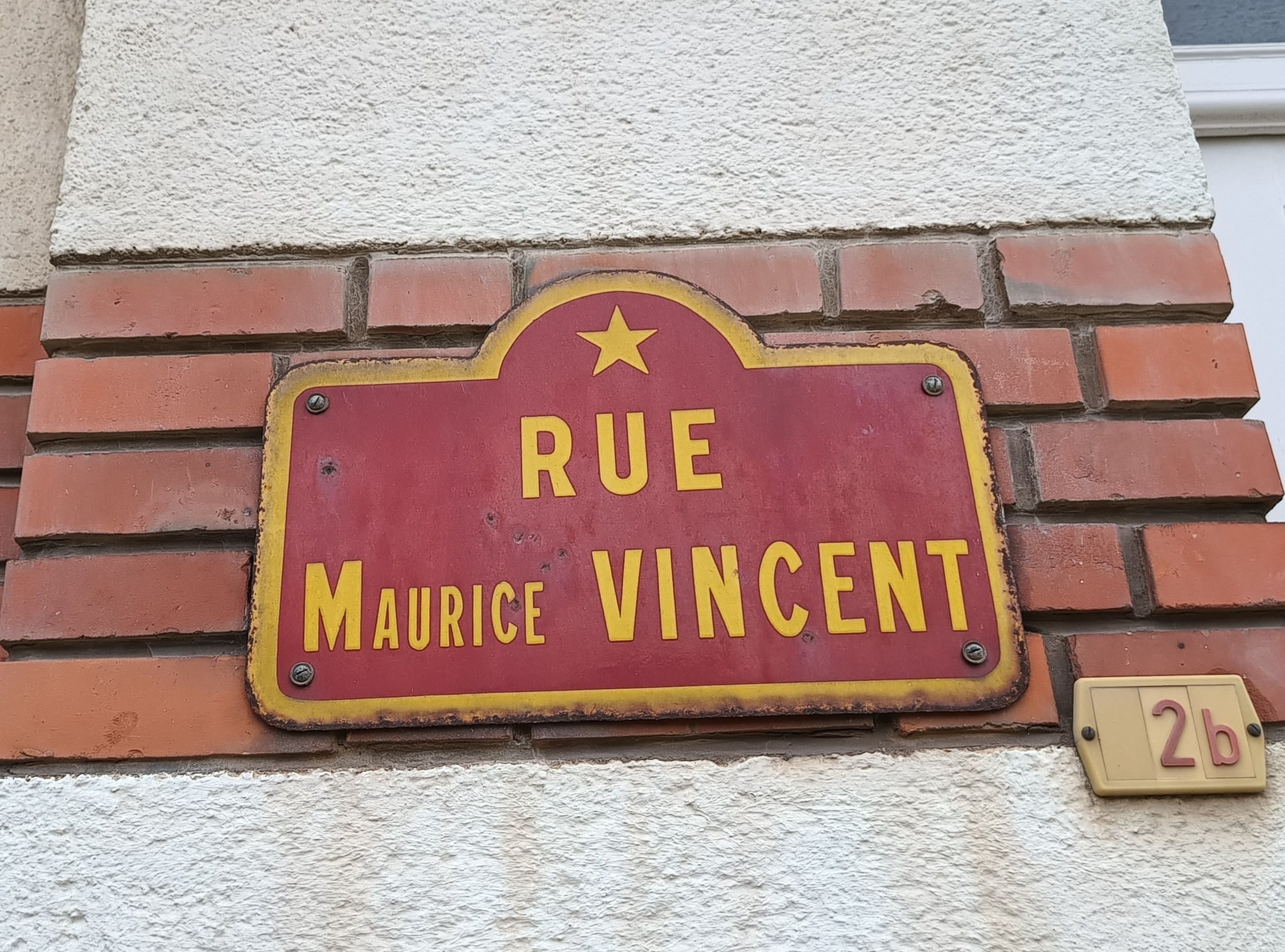
Rue Maurice Vincent à Malo-les-Bains.

## Distinctions[9]
- Officier de la Légion d'honneur (par décret du 2 septembre 1953).
  -  Chevalier de la Légion d'honneur (par décret du 29 août 1923.)
- Médaille militaire  le 13 novembre 1931.
- Croix du combattant le 5 août 1917.
- Officier de l'ordre des Palmes académiques le 14 juillet 1930.
- Croix de guerre 1914–1918
- Croix de guerre 1914-1918 (Belgique) le 21 juillet 1933.
- Commandeur de l'Ordre de la Rose blanche de Finlande le 17 décembre 1934.

### Sources
- « Maurice Vincent (homme politique, 1886-1961) », dans le Dictionnaire des parlementaires français (1889-1940), sous la direction de Jean Jolly, PUF, 1960 [détail de l’édition]